# Independența (gmina w okręgu Gałacz)
Independența – gmina w Rumunii, w okręgu Gałacz. Obejmuje tylko jedną miejscowość Independența. W 2011 roku liczyła 4375 mieszkańców. 